# Jumpin' the Gunne
| Recensione | Giudizio |
| ---------- | -------- |
| AllMusic   | [ 1 ]    |

Jumpin' the Gunne è il terzo album discografico del gruppo rock statunitense Jo Jo Gunne, pubblicato dalla casa discografica Asylum Records nel dicembre del 1973.

## Tracce

### LP
Lato A
Testi e musiche di Jay Ferguson.
1. I Wanna Love You – 3:49
2. To the Island – 3:49
3. Red Meat – 3:28
4. Getaway – 3:32
5. Before You Get Your Breakfast – 4:12

Lato B
Testi e musiche di Jay Ferguson.
1. At the Spa – 2:54
2. Monkey Music – 3:25
3. Couldn't Love You Better – 3:01
4. High School Drool – 3:35
5. Neon City – 2:39
6. Turn the Boy Loose – 4:29

## Formazione
- Jay Ferguson - voce solista, tastiere, steel drums, seconda chitarra
- Matthew Andes - chitarre, voce
- Jimmie Randall - basso
- Curly Smith - batteria, harp, percussioni, voce

Note aggiuntive
- Bill Szymczyk - produttore (per la Pandora Productions, Ltd.)
- Registrazioni effettuate al The Record Plant North di Sausalito, California (Stati Uniti)
- Bill Szymczyk e Allan Blazek - ingegneri delle registrazioni
- Tom Anderson - assistente ingegneri delle registrazioni
- Mixaggio effettuato al Caribou Ranch, Colorado (Stati Uniti)
- Mastering effettuato da Lee Hulko al Sterling Sound di New York City, New York (Stati Uniti)
- Art Linson e Danny Tucker - management
- Tom Wilkes Productions, Inc. - design copertina album originale
- Fred Valentine - fotografie copertina album originale
- Ringraziamenti speciali a: Stan, John e Donny[4]

## Classifica
Album
| Anno | Classifica    | Posizione raggiunta |
| ---- | ------------- | ------------------- |
| 1974 | Billboard 200 | 169                 |